# (3119) Dobronravin
(3119) Dobronravin (1972 YX) – planetoida z grupy pasa głównego asteroid okrążająca Słońce w ciągu 5,39 lat w średniej odległości 3,07 j.a. Odkryta 30 grudnia 1972 roku.